# Proteina de supervivència de motoneurones
La proteïna de supervivència de la motoneurona o SMN (de l'anglès survival of motor neuron) és una proteïna de 294 aminoàcids implicada en l'assemblatge de les ribonucleoproteïnes nuclears petites (snRNP, de l'anglès small nuclear ribonucleoproteins), que són els components essencials de la maquinària del complex de tall i unió (spliceosome en anglès). Està codificat en els gens SMN1 i SMN2 molt similars, situats respectivament a la meitat telomèrica i centromèrica d'una regió de duplicació invertida del cromosoma 5. (Cal tenir en compte que no es troben al centròmer i al telòmer, sinó a la meitat orientada al telòmer). La manca de SMN a causa de la supressió del gen SMN1 causa defectes d'empalmament extensos, que afecten especialment les motoneurones espinals, i és una causa d'atròfia muscular espinal. La presència de la proteïna funcional permet la supervivència de les motoneurones, d'aquí el seu nom. Les mutacions de la proteïna codificada pel gen SMN2, tot i que és el mateix que SMN1, no estan associades a la malaltia.

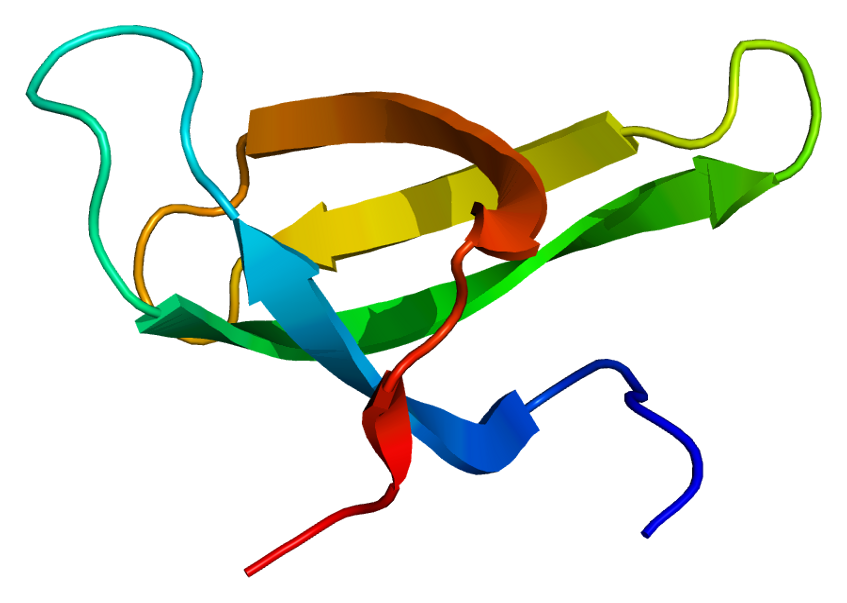
Representació de la proteïna SMN1

SMN també funciona en la regulació transcripcional, en la regeneració de la telomerasa i en tràfic de cèl·lules.
Un estudi de 2004 que utilitzava un cribratge d'alt rendiment va trobar que l'indoprofè augmenta la producció de la proteïna de supervivència de la motoneurona, cosa que suggereix que pot ser útil en el tractament de l'atròfia muscular espinal. Investigacions posteriors van trobar que la SMN possiblement intervé en la migració neuronal i la diferenciació de cèl·lules neuronals.

## Conservació evolutiva
SMN s'ha conservat al llarg de l'evolució, inclòs el regne dels fongs, si bé només els fongs amb un gran nombre d'introns tenen el gen Smn (o llur paralog spf30). El fet que es tracti de fongs filamentosos amb miceli suggereix una analogia amb els axons neuronals.